# Valery Afanassiev

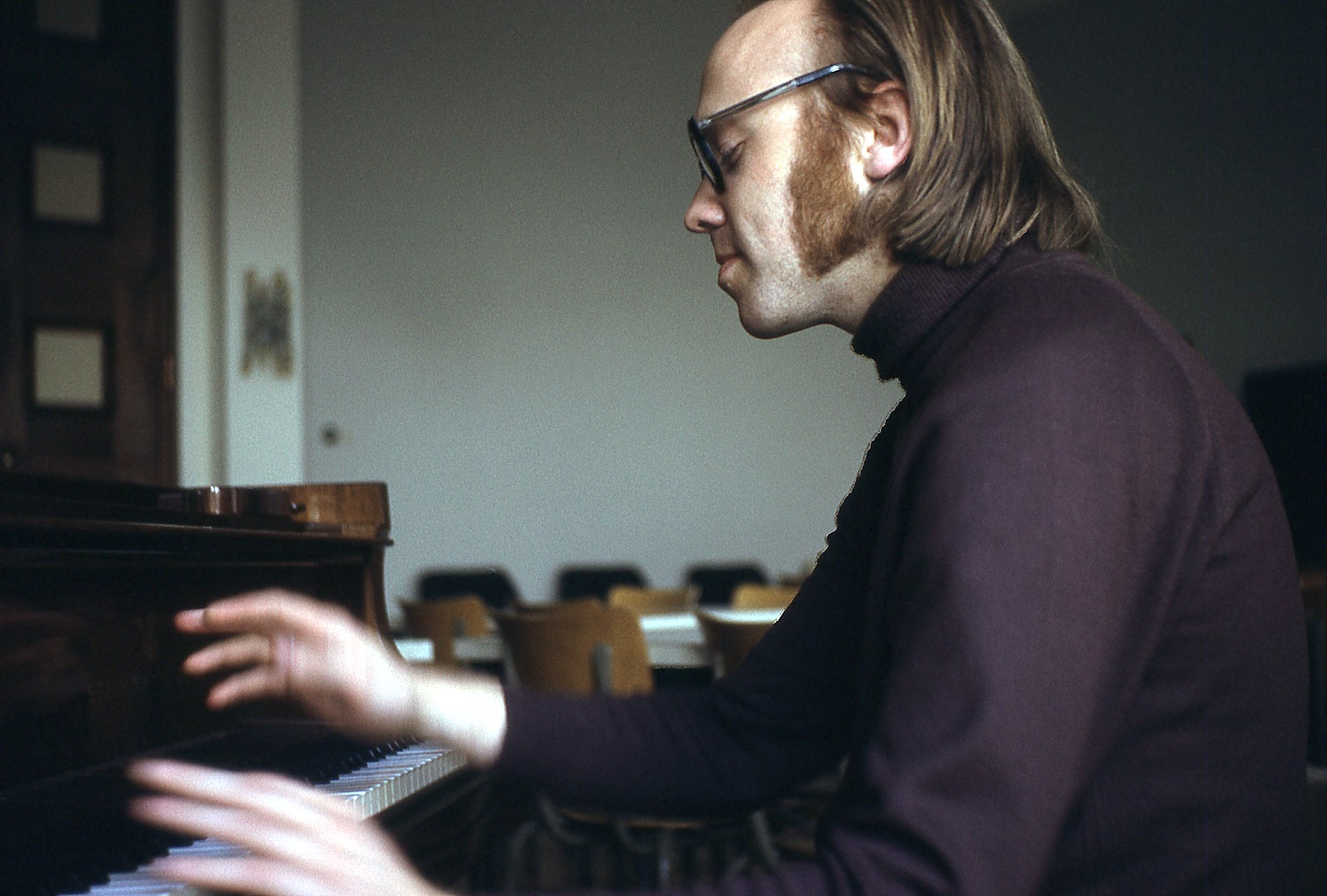
Valery Afanassiev in 1974

Valery Afanassiev (Russisch: Валерий Павлович Афанасьев; Valeri Pavlovitsj Afanasjev) (Moskou, 8 september 1947) is een Russisch-Belgisch pianist.

## Leven
Valery Afanassiev studeerde piano aan het Conservatorium van Moskou bij Emil Gilels en Jakov Zak. In 1969 won hij de Bach Muziekcompetitie in Leipzig, drie jaar later de Koningin Elisabethwedstrijd in Brussel. Na een tournee door België besloot hij politiek asiel in het westen aan te vragen en werd Belgisch staatsburger.
Naast zijn muzikale activiteiten is Afanassiev ook schrijver van romans en artikelen.

## Repertoire
In Duitsland was Afanassiev vooral bekend als begeleider van violist Gidon Kremer in kamermuziekuitvoeringen. Zijn interpretaties van werk van Franz Schubert, Ludwig van Beethoven en anderen wordt gezien als ongebruikelijk en onconventioneel, omdat hij streeft naar uiterste expressiviteit. Opnamen van hem verschenen onder andere op de labels van Denon en Deutsche Grammophon. Hij nam onder andere het Wohltemperierte Klavier van Bach op.
- Biblioteca Nacional de España: XX1548960
- Bibliothèque nationale de France: cb11888151f (data)
- CiNii: DA07546294
- Gemeinsame Normdatei: 104163011
- International Standard Name Identifier: 0000 0000 8181 0435
- Library of Congress Control Number: n85287811
- MusicBrainz: 868ef8f5-c3d5-47d6-a847-1b57103f8362
- Bibliotheek van het Japanse parlement: 00883689
- Nationale Bibliotheek van Israël: 987007333929605171
- Nederlandse Thesaurus van Auteursnamen: 119969157
- Système universitaire de documentation: 026678357
- Trove: 1183409
- Virtual International Authority File: 113250182
- WorldCat: E39PBJj4mGPQCtYrY9D6T37j4q